# Jean Claude Nicolas Forestier
Jean Claude Nicolas Forestier (ur. 9 stycznia 1861 w Aix-les-Bains, zm. 26 października 1930 w Paryżu) – francuski inżynier leśny i "pasażysta". Naczelny konserwator zieleni miejskiej w Paryżu.
Był autorem m.in. ogrodów na Polu Marsowym pod wieżą Eiffla i arboretum w Bois de Vincennes. W 1911 r. przebudował najważniejszy w Sewilli Parque de María Luisa. W 1925 r. został Inspektorem ds. Ogrodów Wystawy Światowej. W tym samym czasie podjął szereg projektów urbanistycznych w Ameryce Południowej (m.in. plany remodelacji Buenos Aires). W Barcelonie mistrz i współpracownik Nicolau Maria Rubió i Tudurí. Forestier wraz z Rubió opracowali m.in. projekty ogrodów na Wystawę Światową (1929, na wzgórzu Montjuïc) oraz głównej części Parc del Guinardó (1918).